# 王友
王 友（おう ゆう、生年不詳 - 1414年）は、明代の軍人。本貫は荊州。

## 生涯
父の職を嗣いで燕山護衛百戸となった。建文元年（1399年）、靖難の変が起こると、燕王朱棣の起兵に従った。建文4年（1402年）、朱棣とともに南京に入った。功を論じられて侯爵授与に相当する功績を認められたが、勝手気ままな行動が問題視されて見送られ、都指揮僉事に任じられた。永楽元年（1403年）5月、清遠伯に封じられ、1000石の禄を賜った。
永楽2年（1404年）、総兵官となり、水軍を率いて沿海で倭寇を討捕した。王友は功績を立てることができず、永楽帝（朱棣）に叱責された。ほどなく倭寇を撃破して、永楽帝に労をねぎらわれ、南京に召還された。永楽4年（1406年）、交趾への遠征に従い、指揮の柳琮と兵を合流させて籌江柵を破り、困枚山・普頼山の諸山を攻略し、37000人あまりを斬首した。永楽6年（1408年）7月、爵位を清遠侯に進め、500石の禄を加えられ、世券を与えられた。永楽7年（1409年）、再び交趾に遠征し、副総兵となった。
永楽8年（1410年）、帰還して、永楽帝の第一次漠北遠征に従い、中軍を監督した。劉才とともに飲馬河の上に築城した。北元の知院の失乃干が降伏を望んだため、永楽帝は王友に兵を率いて先行させ、敵に遭遇したときは会戦して殲滅するよう命じた。しかし王友は敵と一定の距離を置いたまま、道を迂回して会敵を避け、応昌に入った。そのあいだ軍中では糧食に乏しく、多くの死者を出した。永楽帝は激怒し、王友を厳しく叱責し、王友の軍権を奪って張輔にその兵を預けた。永楽帝は北京に帰還すると、群臣に王友の罪を議論させた。ほどなく王友は赦免された。永楽12年（1414年）、王友の妾が王友夫婦の誹謗の罪を密告し、その証拠が出たため、王友は爵位を剥奪された。ほどなく死去した。
永楽22年（1424年）、洪熙帝が即位すると、王友の子の王順が指揮僉事となった。